# Classe Alfa
La classe Alfa, nome in codice NATO dei sottomarini nucleari sovietici del Progetto 705 Lyra, sono una serie di battelli costruiti per la marina militare sovietica, ed entrati in servizio tra la fine degli anni settanta ed i primi anni ottanta.
Per la loro epoca, furono i mezzi con i valori più alti nella velocità in immersione e nella profondità operativa per la relativa tipologia. Complessivamente, ne furono completati sette esemplari, tutti probabilmente radiati entro la metà degli anni novanta.

## Storia

### Sviluppo
Le origini del Progetto 705 si possono ritrovare in un requisito, emesso dalla marina sovietica (VMF) nel 1957, riguardante un sottomarino da 1.500 t con velocità superiore ai 75 km/h (40 nodi). Questo avrebbe dovuto essere in grado di intercettare e contrastare le grandi portaerei statunitensi.
Fin dall'inizio, per ottenere prestazioni simili, si pensò di utilizzare il titanio, in modo da ridurre il più possibile i pesi. Tuttavia, già nel 1963, si rese necessario rivedere il progetto, e lo stesso dislocamento venne portato a 2.300 t.
La costruzione di un primo esemplare con queste caratteristiche fu avviata già dalla fine del 1963. Si trattava del Progetto 661 - Ankar, che divenne noto in Occidente con il nome in codice NATO di classe Papa. A causa degli elevati costi di costruzione, venne costruito un solo esemplare, chiamato K-162. Si trattava tuttavia di un SSGN, equipaggiato con 10 missili antinave SS-N-9 Siren.
Il primo esemplare di sottomarino nucleare da attacco, con tali caratteristiche di dislocamento e velocità, venne impostato nella seconda metà degli anni sessanta con il nome di Progetto 705 - Lyra. Completato nel 1969 presso il cantiere navale dell'Ammiragliato, a San Pietroburgo, entrò in servizio nel 1971. Il prototipo, chiamato K-64, dopo essere stato sottoposto ad alcune valutazioni, dovette essere sottoposto ad estese modifiche. Nel 1972, tuttavia, durante alcune prove, si verificò un grave incidente al reattore, che costrinse i sovietici a ritirare dal servizio il K-64, che venne demolito successivamente. Il battello, tuttavia, si dimostrò in grado di raggiungere una velocità di punta di 83 km/h (44,7 nodi).
Nel corso degli anni settanta, comunque, i Progetto 705 entrarono in servizio con la marina sovietica.

### Impiego operativo
I Progetto 705 ricevettero la codifica NATO di classe Alfa. Gli altri sei esemplari costruiti, entrati in servizio tra il 1977 ed il 1981, servirono la marina sovietica nella Flotta del Nord. Dal punto di vista operativo, si trattava di mezzi estremamente veloci e con un'alta profondità operativa per la loro epoca. In particolare, alla massima velocità erano in grado di effettuare un'inversione a 180° in soli 42 secondi: questo li rendeva estremamente efficaci nelle manovre elusive e negli (eventuali) contrattacchi. Queste caratteristiche portarono la NATO a sopravvalutare molto questi mezzi, almeno all'inizio. Infatti, convinti dell'inefficienza dei propri sistemi ASW, gli occidentali iniziarono ad investire in modo massiccio, in modo da creare una nuova generazione di armamenti antisommergibile. In questo modo, si ebbe un incremento notevolissimo delle prestazioni, che si concretizzò in siluri ad alte velocità, come gli statunitensi Mk. 46 ed Mk.48 ADCAP — quest'ultimo capace di una velocità di ben 63 nodi (117 km/h) — oppure il britannico Spearfish.
In realtà, l'allarme rappresentato dagli Alfa fu esagerato. Si trattava di mezzi estremamente rumorosi, soprattutto alle alte velocità, con armamento piuttosto scarso ed inaffidabili: alcuni esemplari rimasero vittima di incidenti piuttosto gravi all'impianto propulsivo). Inoltre, i loro costi di gestione e manutenzione erano estremamente elevati, a causa del fatto che utilizzavano una componentistica "dedicata" e delle caratteristiche dell'impianto propulsivo, costituito da un reattore a metallo liquido. Infatti, il metallo liquido del raffreddamento doveva essere sempre tenuto alla giusta temperatura, anche quando i battelli erano ormeggiati in porto (cosa che presentava notevoli problemi). Dunque, era necessario tenere sempre attivo il reattore, oltre che svolgere frequenti e particolari controlli per la rimozione degli ossidi del fluido metallico.
Tutti gli esemplari furono ritirati dal servizio operativo nella prima metà degli anni novanta.

### Incidenti

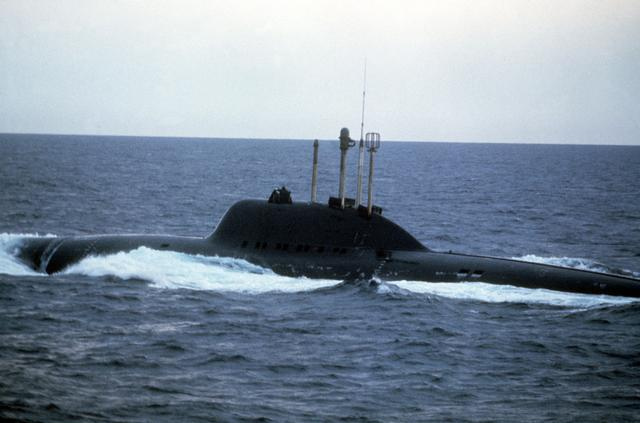
Un Alfa in navigazione nel 1983.

- 1972: in febbraio, danni al K-64 durante le prove.
- 1972: in aprile il reattore del K-64 rimase praticamente distrutto in seguito alla solidificazione del metallo liquido del sistema di raffreddamento. In seguito all'incidente, il battello venne radiato e demolito sei anni dopo.
- 1978: durante le prove, il K-316 ebbe un guasto al sistema di controllo del sottomarino. Il battello non era in grado di rallentare sotto i 75 km/h (40 nodi). Il problema fu comunque risolto senza gravi conseguenze.
- 1980: il 4 settembre il K-316, durante una crociera operativa, presso la baia di Kandalakhsha, mentre andava a più di 70 km/h si ritrovò fuori rotta e raggiunse una profondità eccessiva. Costretto a riemergere ed a tornare alla base per riparazioni.
- 1982: allagamento del primo compartimento del K-463 durante una crociera operativa. Costretto a riemergere e tornare alla base dopo soli 19 giorni dalla partenza.
- 1982: l'8 aprile, durante una crociera operativa, si verificò la fuoriuscita di metallo liquido dal reattore del K-123. Il sottomarino fu posto in riserva e rimase in riparazione fino al 1992. Fu necessario sostituire l'intero compartimento reattore.
- 1983: incendio a bordo del K-316, senza gravi conseguenze.
- 1984: il K-493 ebbe il sistema di riciclo dell'aria danneggiato.
- 1984: il 22 giugno, il K-373 ebbe una collisione con il K-140, rimanendo danneggiato.
- 1984: il 27 dicembre il K-316 fu costretto a tornare alla base per un guasto al sistema di riciclo dell'acqua.
- 1985: il K-493, prima della sua seconda crociera operativa, ebbe un guasto al reattore (fuoriuscita del metallo liquido del raffreddamento, che penetrò nel quarto compartimento).

## Descrizione tecnica

### Caratteristiche generali
All'epoca della sua entrata in servizio, i battelli della classe Alfa, rispetto ai pari-tipo, avevano la più alta velocità e la maggiore profondità operativa. Prestazioni così efficienti si dovevano all'impiego di una particolare miscela refrigerante (costituita da piombo e bismuto) che garantiva il corretto processo di raffreddamento dei reattori e, di conseguenza, un potenziale energetico erogabile elevato. Si trattava di sottomarini progettati per contrastare non solo i battelli nemici (sia in trasferimento, sia in procinto di sferrare un attacco ad installazioni costiere), ma anche le unità di superficie.
Il progetto risaliva al 1957, e nella sua formulazione originale prevedeva la realizzazione di un SSN da 1.500 t con sei tubi lanciasiluri da 533 mm a caricamento rapido, che fosse in grado di raggiungere i 75 km/h (40 nodi). Come detto precedentemente, tali requisiti furono rivisti, e si arrivò ad un aumento di dimensioni e dislocamento.
Per raggiungere le prestazioni richieste, comunque, fu necessario utilizzare delle soluzioni particolari, soprattutto in relazione allo scafo ed all'impianto propulsivo.

### Scafo

Profilo di un Alfa.

I classe Alfa erano costruiti facendo ampio ricorso alla lega di titanio, che era stata sviluppata grazie al lavoro del complesso metallurgico TsNII sotto la guida dell'accademico I.V.Gorynin. In particolare, si trattò dei primi sottomarini per i quali venne previsto l'utilizzo di questo materiale per la realizzazione dello scafo. I vantaggi dell'utilizzo di questo materiale consistevano nel fatto che sarebbe aumentata la resistenza del sottomarino, e sarebbe diminuito il dislocamento. Inoltre, la traccia magnetica risultò notevolmente diminuita.
Il problema fu la traccia sonora, che risultò estremamente elevata. Per questo motivo, vennero adottate una serie di misure per migliorare l'idrodinamica del sommergibile. Nonostante questi accorgimenti, però, gli Alfa rimasero sempre piuttosto rumorosi, soprattutto alle alte velocità.
Internamente, lo scafo era stato suddiviso in sei compartimenti stagni (aumentati rispetto ai tre del progetto originale, del 1957), che erano in grado di ospitare un equipaggio di 29 elementi. Si trattava di un numero piuttosto basso, che era stato possibile ottenere grazie ad un'elevata automazione interna, ma comunque superiore rispetto ai 16 previsti inizialmente dal progetto. Successivamente, inoltre, l'equipaggio venne portato a 32 unità.
Il basso numero di uomini di equipaggio, comunque, portò a requisiti molto stringenti per quanto riguardava l'affidabilità dei vari componenti. Le strutture necessarie per la vita a bordo degli uomini erano situate nel terzo compartimento. Inoltre, si trattò del primo sottomarino al mondo ad essere equipaggiato con una capsula di salvataggio, in grado di riportare l'intero equipaggio in superficie in caso di emergenza. La profondità operativa massima era compresa tra i 400 ed i 1.000 m, a seconda delle stime.

### Propulsione
Per raggiungere i 75 km/h di velocità i progettisti decisero di abbinare ad uno scafo in titanio (quindi relativamente leggero) un LMFR, con cui calcolarono di poter risparmiare 300 tonnellate rispetto ai tradizionali LWR.
Complessivamente, furono sviluppati contemporaneamente due reattori, entrambi da 155 MWt che alimenavano turboalternatori da 30-35 MWe.
- OK-550: sviluppato da I.I.Afrikanov del Gorki OKBM.
- BM-40A: sviluppato da V.V.Stekolnikov dell'OKB Hydropress.

Un paio di esemplari, comunque, vennero modificati anche con dei normali PWR VM-4, dei classe Victor. I reattori erano raffreddati tramite una lega eutettica di piombo e bismuto.
Oltre al reattore, vi erano anche due motori elettrici ausiliari, che erano sistemati in gondole ermetiche, con due ulteriori generatori diesel da 1 MW. Ogni generatore era in grado di assicurare il funzionamento di tutte le funzioni vitali di bordo. Infine, vi era anche un motore diesel ausiliario da 500 kW, con batterie di emergenza.
L'impianto propulsivo, in relazione alle ridotte dimensioni, consentiva agli Alfa delle velocità di oltre 40 nodi, con un massimo di 44,7 raggiunto durante le prove.

### Armamento
L'armamento dei classe Alfa era costituito da sei tubi lanciasiluri da 533 mm, sistemati a prua. La dotazione comprendeva un massimo di 21 missili SS-N-15 Starfish o 12 SS-N-16 Stallion. Tuttavia, era possibile imbarcare anche siluri convenzionali (da 18 a 21) o mine (24-36).

### Versioni
I classe Alfa vennero costruiti in due versioni, che si differenziano per il reattore utilizzato, oltre che per alcune caratteristiche fisiche.
- Progetto 705: costruiti presso il cantiere navale dell'Ammiragliato, a San Pietroburgo, ne vennero realizzati quattro esemplari (più un quinto mai completato)[1]. Montavano il reattore OK-550. Le caratteristiche tecniche sono quelle inserite in tabella.
- Progetto 705K: realizzati in tre esemplari presso il cantiere navale Sevmash, a Severodvinsk, si caratterizzavano per l'utilizzo del reattore BM-40A. Rispetto ai 705, avevano un dislocamento leggermente inferiore (2.280 t in emersione e 3.125 in immersione) ed una lunghezza di 79,6 m. La velocità era leggermente superiore (74,63 km/h in immersione, contro i 74,45 del Progetto 705).
- Progetto 705D: si trattava di un ammodernamento mai realizzato, che prevedeva un numero maggiore di siluri[1].

## Unità costruite
| Voenno-morskoj flot SSSR / Voenno-morskoj flot Rossijskoj Federacii - Classe Alfa (Progetto 705 Lira) | Voenno-morskoj flot SSSR / Voenno-morskoj flot Rossijskoj Federacii - Classe Alfa (Progetto 705 Lira) | Voenno-morskoj flot SSSR / Voenno-morskoj flot Rossijskoj Federacii - Classe Alfa (Progetto 705 Lira) | Voenno-morskoj flot SSSR / Voenno-morskoj flot Rossijskoj Federacii - Classe Alfa (Progetto 705 Lira) | Voenno-morskoj flot SSSR / Voenno-morskoj flot Rossijskoj Federacii - Classe Alfa (Progetto 705 Lira) | Voenno-morskoj flot SSSR / Voenno-morskoj flot Rossijskoj Federacii - Classe Alfa (Progetto 705 Lira) |
| Nome                                                                                                  | Impostazione                                                                                          | Varo                                                                                                  | Entrata in servizio                                                                                   | Ritiro dal servizio                                                                                   | Note |
| --- | --- | --- | --- | --- | --- |
| K-64                                                                                                  | 2 giugno 1968                                                                                         | 22 aprile 1969                                                                                        | 31 dicembre 1971                                                                                      | 9 febbraio 1978                                                                                       | Progetto 705. Utilizzato per i test, subì un incidente al reattore nell'aprile 1972 (solidificazione del liquido refrigerante). Demolito nel 1978.                                                                          |
| K-123                                                                                                 | 29 dicembre 1967                                                                                      | 4 aprile 1976                                                                                         | 12 dicembre 1977                                                                                      | 31 luglio 1996                                                                                        | Progetto 705K. In riserva per un breve periodo nel 1981, nell'aprile 1982 ebbe un incidente al reattore. In riparazione dal 1983 al 1992, poi in servizio fino alla radiazione. B-123 dal 3 giugno 1992. Demolito nel 2005. |
| K-316                                                                                                 | 26 aprile 1969                                                                                        | 25 luglio 1974                                                                                        | 30 settembre 1978                                                                                     | 19 aprile 1990                                                                                        | Progetto 705. Smantellato nel 1996. |
| K-432                                                                                                 | 12 novembre 1968                                                                                      | 3 novembre 1977                                                                                       | 31 dicembre 1978                                                                                      | 19 aprile 1990                                                                                        | Progetto 705K. Smantellato nel 1996. |
| K-373                                                                                                 | 26 giugno 1972                                                                                        | 19 aprile 1978                                                                                        | 29 dicembre 1979                                                                                      | 19 aprile 1990                                                                                        | Progetto 705. Utilizzato fino al 2007 come nave test. |
| K-463                                                                                                 | 26 giugno 1975                                                                                        | 31 marzo 1981                                                                                         | 30 dicembre 1981                                                                                      | 19 aprile 1990                                                                                        | Progetto 705. Smantellato nel 1994. |
| K-493                                                                                                 | 21 gennaio 1972                                                                                       | 21 settembre 1980                                                                                     | 30 settembre 1981                                                                                     | 19 aprile 1990                                                                                        | Progetto 705K. Incidente al reattore nel 1985. Smantellato nel 1996. |
| K-?                                                                                                   | | | | | Progetto 705. Non completato. |